# Pseudasthenes
Pseudasthenes (canastero's) is een geslacht van zangvogels uit de familie ovenvogels (Furnariidae).

## Soorten
Het geslacht kent de volgende soorten:
- Pseudasthenes cactorum – Cactuscanastero
- Pseudasthenes humicola – Donkerstaartcanastero
- Pseudasthenes patagonica – Patagonische canastero
- Pseudasthenes steinbachi – Steinbachs canastero